# Stevie Crawford
Stephen Crawford, detto Stevie (Dunfermline, 9 gennaio 1974), è un allenatore di calcio ed ex calciatore scozzese, di ruolo attaccante.

## Carriera

### Club
Ha giocato nella prima divisione scozzese.

### Nazionale
Ha partecipato agli Europei Under-21 del 1996.

## Palmarès

### Giocatore

#### Competizioni nazionali
- Scottish First Division: 3

Raith Rovers: 1992-1993, 1994-1995
Hibernian: 1998-1999
- Coppa di Lega scozzese: 1

Raith Rovers: 1994-1995